# Śnieg morski

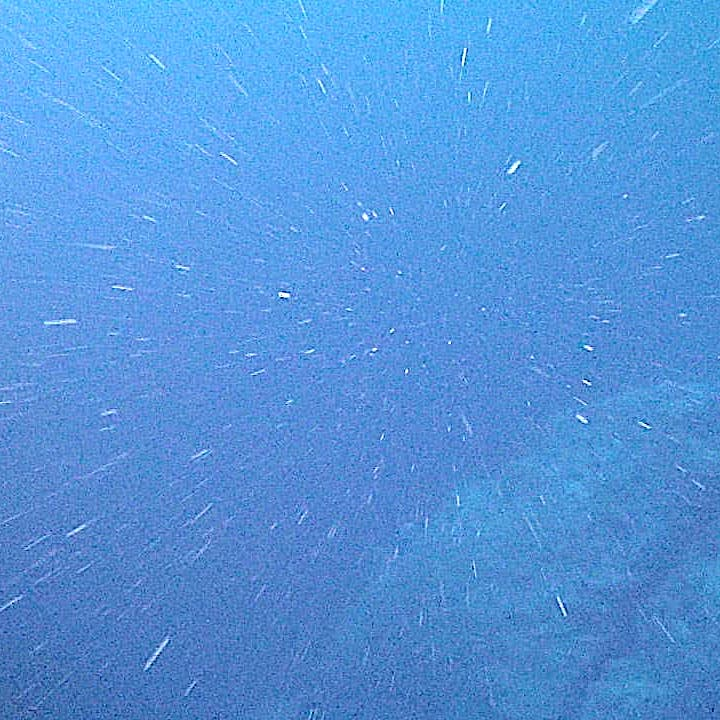
Śnieg morski, marine snow – opad cząsteczek organicznych i nieorganicznych z przypowierzchniowych warstw oceanu w jego głębsze rejony.

## Pochodzenie
Organizmy morskie żyjące blisko powierzchni giną i podlegają rozkładowi. Ich szczątki toną w wodzie i opadają w stronę dna. Strumień tych fragmentów organizmów, uzupełniony o drobiny odchodów, piasek, sadzę oraz inne drobne składniki nieorganiczne nazywany jest śniegiem morskim lub marine snow, do którego zalicza się standardowo cząstki o średnicy co najmniej 0,5 mm, powstałe zazwyczaj z mniejszych połączonych organicznymi włóknami, siatkami lub śluzem. Generalnie cząstki te podlegają – w miarę tonięcia – agregacji, zbijając się w większe konglomeraty, mogące osiągać rozmiary kilku centymetrów. Proces opadania niektórych płatków może trwać tygodniami. 

## Okresowość
Gęstość śniegu morskiego może być silnie zależna od pory roku i dnia oraz zjawisk atmosferycznych: w badaniach na północno-wschodnim Atlantyku na głębokości 270 metrów w cyklu rocznym największe koncentracje występowały wiosną, a w cyklu dobowym późnym rankiem. W badaniach w zatoce Monterey w Kalifornii na głębokościach 100–500 metrów w 1991 w okresie wiosenno-letniego zjawiska upwellingu obserwowano 15–40 cząsteczek w litrze wody morskiej; zimą, gdy upwelling nie występował, a także w okresie El Niño w 1992 było to poniżej 5 cząsteczek na litr. 

## Źródło pokarmu
Płatki śniegu morskiego zasiedlane są w trakcie opadania przez mikroorganizmy żywiące się zawartymi w nich substancjami organicznymi. W badaniu cząsteczek odfiltrowywanych z Atlantyku na głębokościach od 1000 do 3900 metrów licznie reprezentowane były bakterie, ale łączna biomasa tylko dwóch grup eukariontów: grzybów (Fungi) i protistów Labyrinthulomycetes już przeważała nad biomasą wszystkich prokariontów.
Śnieg morski jest źródłem pożywienia wielu makroorganizmów żyjących w głębokich warstwach oceanu. Może być on wyłapywany z wody albo zbierany z dna po opadnięciu nań. Stanowi znaczne źródło węgla i azotu w tych środowiskach; żywią się nim na przykład leptocefal węgorza japońskiego Anguilla japonica i głowonóg wampirzyca piekielna Vampyroteuthis infernalis.

## Transport węgla
Ta część, która nie zostanie zjedzona, tworzy podlegającą dalszej degradacji biologicznej warstwę zaścielającą dno. Ocenia się, że struktura ta pokrywa trzy czwarte dna głębokiego oceanu i przyrasta w tempie około 6 metrów na milion lat. Dane z pułapek zbierających opadające cząsteczki pozwalają oszacować, że co roku na dno oceanu trafia w ten sposób około 815 milionów ton węgla.